# Chapelle du Loc'h
Ne doit pas être confondu avec Chapelle du Loc.
La Chapelle du Loc'h est une chapelle située dans la commune de Peumerit-Quintin, à proximité du hameau du Loc'h, dans le département des Côtes-d'Armor en Bretagne, en France.

## Historique
Il s'agit d'une chapelle inscrite le 22 mars 1930 au titre des Monuments historiques. La chapelle, en très mauvais état à partir des années 1950, est restaurée au cours des années 1990. 

## Description
Elle conserve des sablières sculptées, ainsi que deux autels issus, d'après les études d'inscription, des restes d'un grand retable en granit disparu.